# Żyła wypustowa potyliczna
Żyła wypustowa potyliczna (łac. vena emissaria occipitalis) – w anatomii człowieka jedna z żył wypustowych łączących układy żylne wewnątrz i na zewnątrz czaszki. Żyła wypustowa potyliczna przechodzi przez otwór znajdujący się w okolicy guzowatości potylicznej zewnętrznej kości potylicznej, stanowiąc połączenie pomiędzy zatoką poprzeczną, zatoką potyliczną lub spływem zatok a żyłą potyliczną.